# The House of the Dead
The House of the Dead este o serie de jocuri video de tip rail shooter dezvoltată de Sega. Prima lansare a avut loc în 1996, și de atunci seria a devenit una dintre cele mai cunoscute și longevive francize de jocuri arcade. Jocurile din seria The House of the Dead sunt recunoscute pentru gameplay-ul intens, tematica de groază cu zombi și creaturi mutate, precum și pentru povestea captivantă care se desfășoară de-a lungul mai multor titluri.

## Istoricul Seriei
The House of the Dead a debutat în 1996, creat de dezvoltatorul japonez Sega AM1 și publicat de Sega. Jocul a fost inițial lansat pentru arcade și a fost ulterior portat pe mai multe console, inclusiv Sega Saturn și PC. Seria a cunoscut numeroase continuări și spin-off-uri de-a lungul anilor, extinzând universul său și aducând noi elemente de gameplay.

## Jocurile Principale

### The House of the Dead (1996)
Primul joc din serie introduce jucătorii în rolul agenților Thomas Rogan și "G", care sunt trimiși să investigheze laboratorul doctorului Curien, un om de știință nebun care a creat o armată de creaturi mutate. Jucătorii trebuie să lupte împotriva hoardelor de zombi și să oprească planurile malefice ale lui Curien.

### The House of the Dead 2 (1998)
Acțiunea se desfășoară la câțiva ani după evenimentele primului joc. Jucătorii preiau controlul agenților AMS James Taylor și Gary Stewart, care investighează o nouă epidemie de zombi în Veneția. Ei descoperă că Goldman, un om de afaceri corupt, este în spatele noii crize.

### The House of the Dead III (2002)
Setat într-un viitor post-apocaliptic, jocul urmărește povestea fiicei lui Rogan, Lisa, și partenerul său, G, în căutarea lui Rogan, care a dispărut în timpul unei misiuni. Jocul introduce noi elemente de gameplay, inclusiv posibilitatea de a alege rute diferite.

### The House of the Dead 4 (2005)
Acțiunea se desfășoară între evenimentele din al doilea și al treilea joc. Agenții AMS James Taylor și Kate Green investighează o nouă epidemie de zombi declanșată de o organizație numită "The Wheel of Fate". Jocul introduce arme noi, cum ar fi mitralierele automate.

### The House of the Dead: Overkill (2009)
Acesta este un prequel al primului joc, fiind setat în anii 1970. Jucătorii preiau rolul agentului special G și detectivului Isaac Washington, care luptă împotriva unui val de zombi în Bayou City. Jocul are un stil grafic retro și o poveste plină de umor negru.

### The House of the Dead: Scarlet Dawn (2018)
Cea mai recentă intrare în serie, lansată inițial în arcade, continuă povestea cu agenții AMS Ryan Taylor și Kate Green, care trebuie să oprească o nouă epidemie de zombi declanșată de un terorist numit Thornheart. Jocul utilizează grafica de ultimă generație și efecte speciale pentru a crea o experiență de joc imersivă.

## Spin-off-uri și Adaptări
Seria The House of the Dead a generat numeroase spin-off-uri, inclusiv jocuri de tip pinball, jocuri de puzzle și chiar jocuri de aventură. De asemenea, seria a fost adaptată în două filme live-action, The House of the Dead (2003) și The House of the Dead 2 (2005), deși acestea au fost primite cu recenzii negative.

## Gameplay
The House of the Dead este un joc de tip rail shooter, în care jucătorii folosesc un pistol de lumină sau un controler pentru a trage în inamici care apar pe ecran. Jocul se desfășoară pe trasee prestabilite, iar jucătorii trebuie să elimine toate amenințările pentru a progresa. În plus față de zombi, jucătorii se confruntă cu o varietate de creaturi mutate și bătălii cu șefi la sfârșitul fiecărui nivel.

## Poveste și Personaje
Seria The House of the Dead este cunoscută pentru povestea sa complexă și personajele memorabile. Agenții AMS, precum Thomas Rogan, G, James Taylor și Kate Green, sunt eroii principali care luptă împotriva amenințărilor create de oameni de știință nebuni și organizații malefice. De-a lungul seriei, jucătorii descoperă conspirații și experimente care au dus la crearea zombiilor și altor creaturi mutate.

## Receptarea Critică și Impactul
Seria The House of the Dead a fost bine primită de critici și jucători deopotrivă, fiind lăudată pentru gameplay-ul său intens și atmosfera terifiantă. Jocurile au fost considerate revoluționare pentru genul de rail shooter și au influențat numeroase alte titluri în domeniul jocurilor de groază.

## Viitorul Seriei
Cu lansarea lui The House of the Dead: Scarlet Dawn și succesul continuu al seriei, este de așteptat ca Sega să continue să dezvolte noi titluri și să extindă universul The House of the Dead. Fanii așteaptă cu nerăbdare următoarele aventuri și provocări pe care le vor întâmpina agenții AMS.

## Moștenire
The House of the Dead rămâne una dintre cele mai iconice serii de jocuri de tip rail shooter, oferind o combinație captivantă de acțiune intensă, poveste de groază și gameplay inovator. De-a lungul decadelor, seria a evoluat și a rămas relevantă, atrăgând o bază de fani dedicată și influențând industria jocurilor video.